# Ribeira Granja
A ribeira Granja é uma ribeira de Portugal, pertencente à bacia hidrográfica do rio Ave.
Pertence à região hidrográfica do Cávado, Ave e Leça.
Tem um comprimento aproximado de 6,2 km e uma área de bacia de aproximadamente 8,2 km².